# Leptospermum sphaerocarpum
Leptospermum sphaerocarpum är en myrtenväxtart som beskrevs av Edwin Cheel. Leptospermum sphaerocarpum ingår i släktet Leptospermum och familjen myrtenväxter. Inga underarter finns listade i Catalogue of Life.